# أسمى (اسم)
أَسْمَى هو اسم علم مؤنث من أصل عربي، وجاء الاسم على صيغة اسم التفضيل، ومعناه هو السمو والرفعة.

## وصلات خارجية
أَسْمَى